# Kids in the Hall: Brain Candy
Pour plus de détails, voir Fiche technique et Distribution.
Kids in the Hall: Brain Candy est une comédie americano-canadienne réalisée par Kelly Makin en 1996.

## Fiche technique
- Titre original : Kids in the Hall: Brain Candy
- Réalisation : Kelly Makin
- Scénario : Norm Hiscock, Bruce McCulloch, Kevin McDonald, Mark McKinney, Scott Thompson
- Production : Lorne Michaels
- Musique : Craig Northey
- Photographie : David A. Makin
- Montage : Christopher Cooper
- Société de distribution : Paramount Pictures (États-Unis et Canada), United International Pictures (France)
- Pays d'origine :  États-Unis,  Canada
- Langue : Anglais
- Format : Couleur - 35 mm
- Genre : Comédie
- Durée : 89 minutes
- Dates de sortie :
  - États-Unis : 12 avril 1996
  - France : 12 mars 1997

## Distribution
- Dave Foley : Marv
- Bruce McCulloch : Alice,  Grivo
- Kevin McDonald : Chris Cooper
  - Jason Barr : Chris Cooper jeune
- Mark McKinney : Don Roritor
- Scott Thompson : Mme. Hurdicure, Wally Terzinsky
- Kathryn Greenwood : Ginny Hurdicure
- Amy Smith : L'enfant de Raymond
- Lachlan Murdoch : L'enfant de Raymond
- Nicole de Boer : La groupie de Cooper
- Krista Bridges : La groupie de Cooper
- Christopher Redman : Wally Jr.